# 10172 Humphreys
A 10172 Humphreys (ideiglenes jelöléssel 1995 FW19) a Naprendszer kisbolygóövében található aszteroida. A Spacewatch program keretében felfedeztetett 1995. március 31-én.